# Torneo NSFL Tackle Élite 2008
Il Torneo NSFL Tackle Élite 2008 è stato la 4ª edizione del campionato di football americano di prima squadra, organizzato dalla NSFL.

## Squadre partecipanti
| Club               | Città     | Stadio | Sponsor ufficiale | Risultato nella stagione 2007     |
| ------------------ | --------- | ------ | ----------------- | --------------------------------- |
| La Côte Centurions | Gland     |        |                   | Terzo posto                       |
| Lausanne Sharks    | Losanna   |        |                   | Campioni                          |
| Monthey Rhinos     | Monthey   |        |                   | Sesto posto                       |
| Morges Bandits     | Morges    |        |                   | Ottavo posto in stagione regolare |
| Neuchâtel Knights  | Neuchâtel |        |                   | Quarto posto                      |
| Riviera Saints     | Vevey     |        |                   | Quinto posto                      |

## Stagione regolare

### Calendario

#### 1ª giornata
| Crans-près-Céligny 31 agosto 2008 | La Côte Centurions | 32 – 7 | Morges Bandits | Stade de Crans |

| Crans-près-Céligny 31 agosto 2008 | Neuchâtel Knights | 8 – 13 | Lausanne Sharks | Stade de Crans |

| Crans-près-Céligny 31 agosto 2008 | Monthey Rhinos | 0 – 22 | Riviera Saints | Stade de Crans |

#### 2ª giornata
| Morges 7 settembre 2008 | Morges Bandits | 29 – 6 | Monthey Rhinos | Parc des Sports |

| Morges 7 settembre 2008 | La Côte Centurions | 13 – 20 | Neuchâtel Knights | Parc des Sports |

| Morges 7 settembre 2008 | Lausanne Sharks | 0 – 7 | Riviera Saints | Parc des Sports |

#### 3ª giornata
| Monthey 14 settembre 2008 | Monthey Rhinos | 6 – 6 | La Côte Centurions | Stade du Verney |

| Monthey 14 settembre 2008 | Riviera Saints | 9 – 16 | Neuchâtel Knights | Stade du Verney |

| Monthey 14 settembre 2008 | Lausanne Sharks | 50 – 0 | Morges Bandits | Stade du Verney |

#### 4ª giornata
| Neuchâtel 21 settembre 2008 | Morges Bandits | 0 – 45 | Riviera Saints |  |

| Neuchâtel 21 settembre 2008 | Neuchâtel Knights | 28 – 6 | Monthey Rhinos |  |

| Neuchâtel 21 settembre 2008 | Lausanne Sharks | 12 – 6 | La Côte Centurions |  |

#### 5ª giornata
| 5 ottobre 2008 | Neuchâtel Knights | 12 – 6 | Morges Bandits |  |

| 5 ottobre 2008 | Monthey Rhinos | 0 – 29 | Lausanne Sharks |  |

| 5 ottobre 2008 | Riviera Saints | 35 – 0 | La Côte Centurions |  |

#### 6ª giornata (Wild Card)
| Monthey 19 ottobre 2008 | Neuchâtel Knights | 16 – 0 | La Côte Centurions | Stade du Verney |

| Monthey 19 ottobre 2008 | Monthey Rhinos | 22 – 20 | Morges Bandits | Stade du Verney |

| Monthey 19 ottobre 2008 | Riviera Saints | 12 – 7 | Lausanne Sharks | Stade du Verney |

### Classifica
La classifica della regular season è la seguente:
- PCT = percentuale di vittorie, G = partite giocate, V = partite vinte, N = partite pareggiate, P = partite perse, PF = punti fatti, PS = punti subiti
- La qualificazione ai playoff è indicata in verde

| Pos. | Squadra            | Punti | PCT  | G | V | N | P | PF  | PS  |
| ---- | ------------------ | ----- | ---- | - | - | - | - | --- | --- |
| 1    | Riviera Saints     | 15    | .833 | 6 | 5 | 0 | 1 | 136 | 23  |
| 2    | Neuchâtel Knights  | 15    | .833 | 6 | 5 | 0 | 1 | 100 | 47  |
| 3    | Lausanne Sharks    | 12    | .667 | 6 | 4 | 0 | 2 | 111 | 39  |
| 4    | Monthey Rhinos     | 4     | .250 | 6 | 1 | 1 | 4 | 40  | 134 |
| 5    | La Côte Centurions | 4     | .250 | 6 | 1 | 1 | 4 | 57  | 96  |
| 6    | Morges Bandits     | 3     | .167 | 6 | 1 | 0 | 5 | 62  | 167 |

## Playoff

### Tabellone
|  | Semifinali        | Semifinali        | Semifinali        |                   |                | IV NSFL Bowl         | IV NSFL Bowl         | IV NSFL Bowl         |  |
|  |                   |                   |                   |                   |                |                      |                      |                      |  |
|  | Riviera Saints    | Riviera Saints    | 41                |                   |                |                      |                      |                      |  |
|  | Riviera Saints    | Riviera Saints    | 41                |                   |                |                      |                      |                      |  |
|  | Monthey Rhinos    | Monthey Rhinos    | 0                 |                   |                |                      |                      |                      |  |
|  | Monthey Rhinos    | Monthey Rhinos    | 0                 |                   | Riviera Saints | Riviera Saints       | 14                   |                      |  |
|  |                   |                   |                   |                   | Riviera Saints | Riviera Saints       | 14                   |                      |  |
|  |                   |                   | Neuchâtel Knights | Neuchâtel Knights | 6              |                      |                      |                      |  |
|  | Lausanne Sharks   | Lausanne Sharks   | Neuchâtel Knights | Neuchâtel Knights | 6              | 6                    |                      |                      |  |
|  | Lausanne Sharks   | Lausanne Sharks   |                   |                   |                | 6                    |                      |                      |  |
|  | Neuchâtel Knights | Neuchâtel Knights | 8                 |                   |                | Finale 3º - 4º posto | Finale 3º - 4º posto | Finale 3º - 4º posto |  |
|  | Neuchâtel Knights | Neuchâtel Knights | 8                 |                   |                |                      |                      |                      |  |
|  |                   |                   |                   |                   |                |                      |                      |                      |  |
|  |                   |                   |                   |                   |                | Monthey Rhinos       | Monthey Rhinos       | 0                    |  |
|  |                   |                   |                   |                   |                | Monthey Rhinos       | Monthey Rhinos       | 0                    |  |
|  |                   |                   |                   |                   |                | Lausanne Sharks      | Lausanne Sharks      | 31                   |  |

|  | Finale 5º - 6º posto |                    |    |  |
|  |                      |                    |    |  |
|  | La Côte Centurions   | La Côte Centurions | 34 |  |
|  | Morges Bandits       | Morges Bandits     | 0  |  |

### Semifinali
| Losanna 2 novembre 2008, ore 11:00 | Riviera Saints | 41 – 0 | Monthey Rhinos |  |

| Losanna 2 novembre 2008, ore 14:00 | Lausanne Sharks | 6 – 8 | Neuchâtel Knights |  |

### Finale 5º - 6º posto
| Losanna 2 novembre 2008 | La Côte Centurions | 34 – 0 | Morges Bandits |  |

### Finale 3º - 4º posto
| Chavannes-près-Renens 9 novembre 2008, ore 10:30 | Lausanne Sharks | 31 – 0 | Monthey Rhinos |  |

### IV NSFL Bowl
| Chavannes-près-Renens 9 novembre 2008, ore 14:00 | Neuchâtel Knights | 6 – 14 | Riviera Saints |  |

## Verdetti
- Riviera Saints Campioni NSFL Tackle Élite 2008